# スパイダーマン ドラゴンの挑戦
スパイダーマン ドラゴンの挑戦（スパイダーマン ドラゴンのちょうせん、Spider-Man: The Dragon's Challenge）は、1981年のアメリカ映画。

## キャスト
| 役名                               | 俳優                   | 日本語吹替 |
| ---------------------------------- | ---------------------- | ---------- |
| ピーター・パーカー／スパイダーマン | ニコラス・ハモンド     | 大塚芳忠   |
| エミリー                           | ロザリンド・チャオ     | 小山茉美   |
| ザイダー                           | リチャード・アードマン | 内海賢二   |
| ミン                               | ベンソン・フォン       | 小林修     |
| デント                             | ジョン・ミルフォード   | 小林清志   |
| ジェイ・ジョナ・ジェイムソン       | ロバート・F・サイモン  | 松村彦次郎 |
| ジュリー                           | エレン・ブライ         | 高島雅羅   |
| リタ                               | チップ・フィールズ     | さとうあい |
| エバンズ                           | ヘイガン・ベッグス     | 青野武     |
| オルソン                           | マイロン・ヒーリー     | 村松康雄   |

- その他の吹き替え声優 - 竹口安芸子、若本規夫、二又一成、銀河万丈、藤本譲、広瀬正志、笹岡繁蔵、秋元千賀子、幹本雄之

## 日本語版スタッフ
- 翻訳：篠原慎
- 演出：左近允洋
- 調整：飯塚秀保
- 効果：PAG
- 制作：グロービジョン
- 解説：淀川長治
- 担当：猪谷敬二（テレビ朝日）

## 映画上映とテレビ
ヨーロッパでは1981年2月3日にPixシアターにて上映された。
アメリカでは1981年5月9日に公開された。
日本では1987年6月7日にテレビ朝日の日曜洋画劇場で放送された。
その後、『スパイダーマン ドラゴンズ・チャレンジ』というタイトルでVHSがRCAコロンビアにて発売された。